# Gideon Jung
Gideon Jung (Düsseldorf, 1994. szeptember 12. –) német utánpótlás-válogatott labdarúgó, aki jelenleg a Hamburger SV játékosa.

## Pályafutása
Az Sportfreunde Baumberg és a Rot-Weiß Oberhausen csapatainál kezdte elsajátítani a labdarúgás alapjait. 2013-ban a felnőtt keret tagja lett. 2013. szeptember 13-án bemutatkozott az első csapatban a Sportfreunde Lotte ellen 4–0-ra elvesztett mérkőzésen, a 39. percben Christoph Caspari sérülését követően cserélték be. 2014. április 5-én az SC Wiedenbrück ellen szerezte meg első és utolsó gólját a klub színeiben a bajnokságban. 2014. július 1-jén csatlakozott a Hamburger SV csapatához, itt párhuzamosan a tartalékok között is szerepelt. Július 26-án a tartalékok között debütált a Goslarer SC 08 ellen. 23 bajnokin 2 gólt szerzett, majd ezt követően 2015 januárjában két évvel meghosszabbította a klub a szerződését. A felnőttek között a kupában debütált az FC Carl Zeiss Jenaellen, a 70. percben váltotta Lewis Holtbyt. Nem sokkal ezután az FC Bayern München ellen debütált a bajnokságban.

## Válogatott
2015-ben meghívott kapott a korosztályos válogatottba Horst Hrubeschtől, de nem tudott csatlakozni a kerethez. 2016-ban Stefan Kuntz is behívta, de megsérült. 2017. március 24-én debütált a német U21-es labdarúgó-válogatottban az angol U21-es labdarúgó-válogatott elleni barátságos mérkőzésen. Kezdőként lépett pályára és a 66. percben sárga lapot kapott. Bekerült a 2017-es U21-es labdarúgó-Európa-bajnokságra utazó keretbe.

## Statisztika
2018. május 20. szerint.
| Klub információ       | Klub információ       | Klub információ       | Bajnokság | Bajnokság | Kupa      | Kupa      | Nemzetközi | Nemzetközi | Összesen | Összesen |
| Szezon                | Klub                  | Bajnokság             | Mérk.     | Gól       | Mérk.     | Gól       | Mérk.      | Gól        | Mérk.    | Gól      |
| Németország           | Németország           | Németország           | Bajnokság | Bajnokság | DFB-Pokal | DFB-Pokal | Nemzetközi | Nemzetközi | Összesen | Összesen |
| --------------------- | --------------------- | --------------------- | --------- | --------- | --------- | --------- | ---------- | ---------- | -------- | -------- |
| 2013–14               | Rot-Weiß Oberhausen   | Regionalliga West     | 22        | 1         | 0         | 0         | —          | —          | 22       | 1        |
| 2014–15               | Hamburger SV II       | Regionalliga Nord     | 23        | 2         | —         | —         | —          | —          | 23       | 2        |
| 2015–16               | Hamburger SV          | Bundesliga            | 19        | 0         | 1         | 0         | —          | —          | 20       | 0        |
| 2015–16               | Hamburger SV II       | Regionalliga Nord     | 5         | 0         | —         | —         | —          | —          | 5        | 0        |
| 2016–17               | Hamburger SV          | Bundesliga            | 29        | 0         | 4         | 1         | —          | —          | 33       | 1        |
| 2016–17               | Hamburger SV II       | Regionalliga Nord     | 1         | 0         | —         | —         | —          | —          | 1        | 0        |
| 2017–18               | Hamburger SV          | Bundesliga            | 30        | 1         | 1         | 0         | —          | —          | 31       | 0        |
| Összesen              | Németország           | Németország           | 129       | 4         | 1         | 1         | 0          | 0          | 135      | 5        |
| Karrier teljesítménye | Karrier teljesítménye | Karrier teljesítménye | 129       | 4         | 1         | 1         | 0          | 0          | 135      | 5        |

## Sikerei, díjai
- Németország U21
  - U21-es labdarúgó-Európa-bajnokság: 2017